# Ori and the Will of the Wisps
Ori and the Will of the Wisps es un videojuego del género aventura-plataforma y Metroidvania desarrollado por Moon Studios y publicado por Xbox Game Studios para Microsoft Windows, Xbox One y Nintendo Switch. Es una continuación del título de 2015 Ori and the Blind Forest y fue anunciado durante el E3 2017. Su lanzamiento se produjo el 11 de marzo de 2020.
El juego fue planeado para ser un título de 4K UHD, con mejoras para Xbox One X y Xbox Play Anywhere.
Tras su lanzamiento, Ori and the Will of the Wisps recibió elogios generalizados de la crítica, a menudo llamado entre los videojuegos que representaban valores artísticos. Con jugadores y críticos elogiando la historia, los personajes, las imágenes, el combate, los elementos de exploración, los entornos, las secuencias de persecución y la banda sonora del juego. Sin embargo, las críticas se dirigieron a problemas técnicos, como problemas de velocidad de fotogramas y errores visuales, que se resolvieron en gran medida con un parche del primer día.

## Jugabilidad
Los jugadores asumen el control de Ori, un espíritu guardián blanco. Para progresar en el juego, los jugadores tienen la tarea de moverse entre plataformas y resolver acertijos. El mundo del juego se despliega al jugador a la manera de un Metroidvania, con nuevas habilidades que permiten al jugador acceder a áreas previamente inaccesibles. Algunos de los elementos fundamentales del juego fueron inspirados por las franquicias Rayman y Metroid. 
A diferencia de su predecesor Blind Forest, Will of the Wisps se basa en el guardado automático en lugar de "enlaces de alma" colocados manualmente. El sistema de actualización secuencial del primer título se ha abandonado por un sistema de "fragmentos" (inspirado en el sistema de "materia" de la serie Final Fantasy), que se pueden comprar o encontrar a lo largo del juego para actualizar o modificar las estadísticas de Ori y ataques. Los ataques de Ori se pueden administrar a través de un conveniente menú radial, y se pueden encontrar orbes para aumentar la salud y la energía de Ori en todo el mapa.
En Gamescom 2018 se reveló un nuevo modo llamado Spirit Trials, o Carrera Espiritual, que desafía a los jugadores a correr hacia una meta en el menor tiempo posible. Para mejorar la competencia y la estrategia, los jugadores pueden ver los mejores tiempos y las rutas tomadas por otros jugadores. Will of the Wisps también presenta misiones secundarias de los PNJ para ganar artículos coleccionables como Gorlek Ores, que se usan para expandir el área central del juego.
La historia del juego se centra en una nueva aventura para descubrir el mundo más allá del bosque de Nibel, descubrir las verdades de los perdidos y desenterrar el verdadero destino de Ori.

## Historia
La aventura tiene lugar inmediatamente después de los eventos de Ori and the Blind Forest, y es narrada por el Árbol de los Espíritus en el bosque de Niwen. El último huevo de Kuro eclosiona y da a luz a un bebé búho a quien Ori, Naru y Gumo llaman Ku y crían como parte de su familia. Al nacer con un ala dañada, Ku no puede volar hasta que Gumo le coloca la pluma de Kuro. Ku y Ori toman un vuelo que termina sacándolos de Nibel y llevándolos a Niwen, donde una tormenta los separa.
La búsqueda de Ori por Ku finalmente lo lleva a Kwolok, el guardián de la ciénega, un sapo que observa el pantano de Inkwater y algunos de los habitantes de Niwen, los Moki. Le dice a Ori que Ku en el Bosque Silencioso, el antiguo hogar de los Moki, el cual ahora se ha convertido en un desolado cementerio de búhos, además de que ese no es el único problema, pues toda el agua de con los canales de Niwen se encuentra contaminada, Ori debe volver a poner en marcha las ruedas de El Manantial para continuar con su búsqueda, y para esto debe de ingresar entre en ellas. Kwolok también le da a Ori una un pequeño fragmento de luz, la Voz del Bosque, para guiarlo en su viaje. Mientras tanto, Naru y Gumo se dirigen a Niwen en una balsa para encontrar a Ori y a Ku. Al poner las ruedas de El Manantial nuevamente en movimiento, el agua de Niwen comienza a ser purificada, Ori procede a ingresar al Bosque Silenciso. Allí se reúne con Ku, pero la pareja se encuentra con Shriek, un búho vicioso y deforme de nacimiento, huérfano y abandonado por su propia especie, que gobierna El Bosque Silencioso y aterroriza a Niwen. Shriek ataca a Ori y termina matando a Ku.
Después de que Ori lamenta su pérdida, la pequeña Voz del bosque logra revivir a Ku, aunque esta se encuentra en un estado crítico, Kwolok explica que la Voz del Bosque no está en pleno poder y no puede mejorar su estado. Debido al fallecimiento del Sauce espiritual, la luz que llevaba se dividió en cinco partes, que se dispersaron por Niwen, dejando el bosque vulnerable a la corrupción y la descomposición que mató a los espíritus guardianes del mismo y también a los padres de Shriek antes de su nacimiento. Kwolok le pide a Ori que busque los fragmentos: la memoria, los ojos, la fuerza y el corazón del bosque, y fusione los cuatro con la voz para reformar la luz del árbol. Kwolok sale de su pantano para ayudar a Ori a localizar uno de los otros fuegos fatuos, pero su cuerpo es tomado a la fuerza por el espíritu apestoso, una criatura nacida de la descomposición del bosque cuyo cuerpo había atascado las ruedas de El Manantial. Ori rompe el control de la criatura sobre Kwolok, lo que le permite matarlo, pero su pelea lo deja mortalmente herido. Antes de morir, Kwolok le suplica a Ori que restaure y proteja a Niwen en su lugar.
Ori finalmente encuentra las cinco partes y las fusiona para reformar a Seir, la Luz Dorada. Ori y Seir se dirigen al Sauce Espiritual y lográ revivirlo. Sin embargo, el árbol le dice a Ori que su tiempo ha pasado y que ya no puede llevar a Seir, y le pide a Ori que se fusione con la luz para restaurar a Niwen, aunque Ori tendría que dejar atrás su vida anterior. El Sauce le pasa a Seir a Ori, pero Shriek aparece y se lo arrebata. Después de una ardua lucha, Ori derrota a Shriek, y este regresa al Bosque Silencioso para morir bajo las alas de los cadáveres de sus padres.
Lamentablemente, Ori también termina debilitándose, y se ve en la necesidad de fusionarse con Seir, y cuando esto ocurre logra curar todo Niwen y a Ku también, e incluso restaura su ala en el proceso, Naru y Gumo llegan a tiempo para presenciarlo. Ku, Naru y Gumo encuentran dónde se fusionaron Ori y Seir, y descubren que un árbol espiritual comienza a crecer allí. Ayudan al árbol a florecer y continúan su vida como familia juntos, con el Árbol de los Espíritus revelando que era Ori todo el tiempo, volviendo a contar los eventos que llevaron a cuando se fusionó con Seir. Eventualmente, el árbol crece por completo y la vida comienza de nuevo cuando un nuevo espíritu guardián cae de él.

## Desarrollo
El primer juego de Moon Studios, Ori and the Blind Forest, fue un éxito comercial y también fue muy bien recibido entre las críticas, pero Daniel Smith observó que los jugadores pedían más Ori, ya que podían completar el juego en unas ocho horas. Smith dijo que su equipo analizó cómo podían expandir el juego tanto en escala como en alcance, manteniendo la continuidad narrativa. El desarrollador principal, Thomas Mahler, dijo sobre este cambio de alcance y escala: "La idea es que Will of the Wisps debería ser para Blind Forest lo que Super Mario Bros 3 fue para el Super Mario Bros original".
Cuando Blind Forest terminó con Ori devolviendo a Sein, una entidad del Árbol espiritual que le otorgó a Ori varias de sus habilidades de combate, de vuelta al mismo de Nivel, el equipo tuvo la tarea de descubrir un nuevo tipo de combate cuerpo a cuerpo para Ori con proyectiles, aspectos, que informaron el desarrollo de la historia. El primer juego de Ori estaba basado únicamente en obras de arte bidimensionales. Jeremy Gritton, un artista de Blizzard Entertainment en el momento del lanzamiento de Blind Forest, quedó impresionado con el juego y dejó Blizzard para unirse a Moon Studios para ayudar a liderar el desarrollo artístico de Will of the Wisps, con un cambio importante al hacer que todos los principales el arte de los personajes en modelos tridimensionales reproducidos en fondos de varias capas para que se vean perfectamente integrados. Esto también se utilizó para ayudar a los programas utilizados a desarrollar procesos más flexibles y optimizados para las cinemáticas del juego. El desarrollador de AM2R, Milton Guasti, se unió al equipo para apoyar el diseño de niveles, y parte del diseño de niveles incluía recrear el mapa original de Blind Forest dentro del mundo de Will of the Wisps y envolver más niveles a su alrededor. Gareth Coker, quien compuso la banda sonora del primer juego, continuó haciendo la música para la continuación, incorporando temas únicos para cada uno de los personajes que Ori conoce a lo largo del juego.
Debido al crecimiento a escala, Mahler y el desarrollador líder Gennadiy Korol dijeron que el equipo fue "loco iterativo" a lo largo del desarrollo. Por ejemplo, el tráiler del E3 2017 pasó por 2000 iteraciones durante el proceso. El equipo de Moon Studios, originalmente alrededor de 20 en el momento del lanzamiento de Blind Forest, se expandió a 80 cuando se completó Will of the Wisps, pero al igual que con el primer juego, el equipo permaneció altamente esparcido en todo el mundo, la mayoría trabajando desde oficinas en casa, con pocos miembros trabajando en el mismo lugar. Smith estimó que el juego era tres veces más grande que Blind Forest, el desarrollo del mismo tomó más tiempo de lo planeado, lo que provocó algunos retrasos. También añadió que parte de esto está ligado a la naturaleza de los juegos de este tipo: "Todo está tan interconectado que si cambias un aspecto del juego, es inevitable que influya en el resto. Solo lleva tiempo crear una experiencia en la que podamos alcanzar ese brillo que la gente quiere disfrutar".
El juego fue anunciado en el E3 2017 el 11 de junio de 2017 con un tráiler. El tráiler muestra nuevas tierras, y a Ori con un búho joven. Gareth Coker, que actuó durante la presentación del E3, para volver a componer la partitura. Los desarrolladores principales de Moon Studios Gennadiy Korol y Thomas Mahler comentaron que el equipo es "locamente iterativo" a la hora de desarrollar el juego. Por ejemplo, el tráiler del E3 2017 pasó por 2.000 iteraciones durante el pulido. En cuanto a establecer el estándar y la visión del juego, Mahler dijo que "Will of the Wisps debería ser para Blind Forest lo que Super Mario Bros. 3 fue para el original Super Mario Bros.".
El 7 de agosto de 2017 se anunció la incorporación del desarrollador de AM2R Milton Guasti al equipo Ori como diseñador de niveles. Moon Studios lanzó un video en octubre de 2017 que mostraba el programa de diseño utilizado para desarrollar la cinemática del juego. Según se informa, el programa permitió a los animadores hacer cambios mientras estaban en curso y, por lo tanto, permite un proceso más flexible y racionalizado.
Un segundo tráiler fue revelado en el E3 2018 el 10 de junio de 2018, mostrando nuevos NPCs, jefes, movimiento y habilidades de combate, y revelando su fecha de lanzamiento en 11/02/2020.

## Lanzamiento
Ori and the Will of the Wisps" se estrenó el 11 de marzo de 2020, en Microsoft Windows y Xbox One.
La secuela se anunció por primera vez en el E3 2017 sin fecha de lanzamiento establecida. Se reveló un segundo tráiler un año después en el E3 2018 con una fecha de lanzamiento planificada para 2019. Para el E3 2019, un nuevo tráiler afirmó que el juego se había retrasado, pero con una fecha de lanzamiento prevista para el 11 de febrero de 2020. Se anunció un retraso final de un mes con el tráiler de lanzamiento final del juego en The Game Awards 2019, fijando la fecha de lanzamiento el 11 de marzo de 2020. Xbox Game Studios anunció una edición de coleccionista el mismo día que incluye un CD de música de colecciones de piano, un libro metálico, un paquete prémium, un libro de arte y una descarga de música MP3 de la banda sonora original junto con el disco del juego.
Ori and the Will of the Wisps se lanzó para Xbox One y Windows 10 el 11 de marzo de 2020. Es un título 4K UHD, mejorado para Xbox One X Enhanced y Xbox Play Anywhere, y ambas versiones se agregaron al programa Xbox Game Pass de Microsoft en el lanzamiento. Smith dijo que haberlo incluido en el Game Pass fue un beneficio neto para ellos: "Creo que Game Pass es un gran vehículo para poner lo que hemos creado en las manos de más jugadores y, en última instancia, creo que es realmente conveniente para Ori IP, es realmente conveniente para Moon, es realmente conveniente para Xbox, para que más personas jueguen Ori".
Se anunció una versión para Nintendo Switch durante un Nintendo Direct Mini: Partner Showcase y se lanzó digitalmente el 17 de septiembre de 2020; una versión física del juego y su predecesor se lanzaron el 8 de diciembre de 2020. Durante el Xbox Games Showcase de Microsoft en julio de 2020, se anunció que el juego obtendría una versión optimizada, que se ejecutaría en resolución 4K a 120 cuadros por segundo, para Xbox Series X (y luego se confirmó para Xbox Series S) que se lanzó el 10 de noviembre de 2020.

## Recibimiento
Ori and the Will of the Wisps recibió "aclamación universal" por la versión de Xbox One según 71 reseñas, por la versión de Xbox Series X según 4 reseñas, por la de Nintendo Switch de 24 reseñas, y "críticas generalmente favorables" para la versión para PC del juego basadas en 44 reseñas, de acuerdo con el sitio web de reseñas Metacritic. Para junio de 2020, más de 2 millones de personas disfrutaban del juego. A mediados de noviembre de 2020, el número de jugadores superó los 2,8 millones de personas. Además, la versión de Nintendo Switch está empatada con The Last of Us: Part II, Half Life: Alyx y ambas versiones de Hades como el segundo juego mejor calificado de 2020, solo detrás de Persona 5 Royal.
| Marcador global     | Marcador global                                |
| ------------------- | ---------------------------------------------- |
| Evaluador           | Puntaje                                        |
| Metacritic          | PC: 88/100 XONE: 90/100 NS: 93/100 XSX: 92/100 |
| Puntajes de Reseñas |                                                |
| Por                 | Puntos                                         |
| Destructoid         | 9.5/10                                         |
| EGM                 | 4/5                                            |
| Game Informer       | 9.5/10                                         |
| Game Spot           | 8/10 (XONE) 9/10 (XSX)                         |
| GamesRadar+         | 4.5/5                                          |
| IGN                 | 9/10                                           |
| PC Gamer (US)       | 81/100                                         |
| The Guardian        | 5/5                                            |
| VideoGamer.com      | 9/10                                           |
| GameRevolution      | 4/5                                            |

Chris Carter de Destructoid elogió el juego y lo calificó como una obra maestra. Describió el juego como "un sello de excelencia" y dijo: "Puede haber fallas, pero son insignificantes y no causarán daños masivos". Carter elogió particularmente las imágenes del juego, las mejoras de combate del predecesor del juego, así como las "dramáticas secuencias de persecución". Sin embargo, mencionó algunos problemas de velocidad de fotogramas con respecto a la versión del juego para Xbox One. Michael Goroff de Electronic Gaming Monthly expresó opiniones positivas sobre el juego, al tiempo que señaló los problemas de rendimiento que sufrió la edición Xbox One del juego antes de que se lanzara el parche del primer día. Goroff añadió que: "Ori and the Will of the Wisps hace todo lo que se supone que debe hacer una buena secuela. Refina la mecánica de The Blind Forest, se expande en el mundo e incluye un montón de nuevos movimientos y conceptos. Pero en una era rica en 'plataformas emocionales', Will of the Wisps no hace nada para destacarse. Es una experiencia excelente, inolvidable". Escribiendo para Game Informer, Andrew Reiner elogió los gráficos del juego, historia y combate, llamando posteriormente al juego mejor que su predecesor. Reiner dijo: "La historia es fantástica, el mundo es impresionante, y todo eso palidece en comparación con el juego maravillosamente hecho que se eleva tanto como un juego de plataformas como de combate. Moon Studios se ha superado a sí mismo con Will of the Wisps, brindando una experiencia imparable, hace que el jugador se sienta inteligente y sigue mejorando a medida que avanza". El crítico de GameSpot, Steve Watts, le dio al juego una crítica positiva, elogiando el combate, la exploración de elementos, la historia y la "animación y los entornos magníficos". Además, destacó errores visuales ocasionales como aspectos negativos del juego. 8 meses después del lanzamiento inicial en Xbox One, otro crítico de GameSpot, Mike Epstein, otorgó a la versión Xbox Series X del juego una puntuación más alta, elogiando las diversas mejoras que recibió y la "solución" de los problemas técnicos que "frenaron la versión de lanzamiento".
Austin Wood, crítico de GamesRadar+, elogió el juego y su "música impresionante", su mundo y sus plataformas. Wood declaró que "Hay algunos tropiezos menores aquí y allá, pero no se equivoquen: adoro a Ori y The Will of the Wisps. Es uno de los mejores juegos de plataformas jamás creados, y es un favorito fácil para el juego del año. Si te gustó el primer juego, te encantará este. Y si no has experimentado la historia de Ori, te debes a ti mismo sumergirte ahora, especialmente con ambos juegos ahora en Xbox Game Pass. Luego, escuchar su banda sonora y recordar a sus personajes en los años venideros". Sin embargo, Wood también reconoció algunos aspectos negativos con respecto a algunas de las habilidades del juego y calificó el nivel final como "ligeramente decepcionante". Brandin Tyrrel de IGN igualmente, elogió el juego y dijo: "Ori and the Will of the Wisps es un excelente regreso a este brillante y hermoso juego de plataformas de mundo abierto, con una historia conmovedora para reforzar el desafío de los nudillos blancos". Tyrrell felicitó aún más al juego por mantenerse fiel al original y, al mismo tiempo, agregar más contenido que su predecesor. El crítico de PC Gamer, Tyler Wilde, le dio al juego una crítica favorable y elogió las plataformas, las peleas de jefes y las imágenes. Sin embargo, Wilde mencionó algunas críticas con respecto a la lucha, diciendo que "no es muy divertido".
Escribiendo para VideoGamer, Josh Wise elogió el juego por sus gráficos, música y plataformas, afirmando que "en lo que está en juego en la belleza y más allá, hay muy pocos, en los reinos enrarecidos de indie o AAA, que pueden desafiarlo". Sin embargo, Wise señaló algunos aspectos negativos de la trama del juego, calificándolo de "delgado". Tola Onanuga de The Guardian elogió el juego y dijo que "Más que cualquier otra cosa, Ori and the Will of the Wisps es un festín embriagador para los sentidos. Desde sus imágenes inquietantemente hermosas hasta su música ambiental y receptiva, hay mucho que amar. sobre la apariencia de esta tan esperada secuela". Onanuga reconoció algunos aspectos menos positivos del juego, calificó la historia de "melancólica a veces" y afirmó que luchar contra "los enemigos más comunes puede resultar un poco tedioso después de un tiempo". Terminó su reseña de manera positiva, diciendo: "Salpicado de acertijos tortuosos, Ori and the Will of the Wisps es un desafío irresistible. Hay una atención extraordinaria a los detalles: el mundo entero se siente vivo con emoción y peligro".
Time y Game Informer colo a Ori and the Will of the Wisps entre los 10 mejores videojuegos de 2020 y los mejores juegos de la octava generación de videojuegos, respectivamente. The Washington Post ha incluido a Ori and the Will of the Wisps entre sus 10 mejores juegos de 2020, mientras que Paste incluyó el juego entre sus 20 mejores juegos de 2020. Polygon dice que está entre sus 50 mejores juegos de 2020, mientras que WhatCulture lo clasificó tercero entre los 20 mejores videojuegos de 2020. Ars Technica incluyó el juego entre los mejores juegos de 2020. The Guardian lo colocó en el top 5 de los 15 mejores videojuegos de 2020. Ori and the Will of the Wisps se ubicó entre los 3 primeros en los mejores juegos de 2020 de Digital Foundry, así como entre los 10 mejores gráficos de juegos de 2020. Ori and the Will Of The Wisps apareció en el puesto número 5 en Game Informer's Game Of The Year Countdown.

## Premios
El juego fue nominado en los Golden Joystick Awards 2020 en las categorías "Mejor diseño visual", "Juego del año de Xbox" y "Juego definitivo del año". Ganó el premio "Juego Xbox del año". El juego recibió tres nominaciones en The Game Awards 2020 por "Mejor dirección artística", "Mejor banda sonora y música" y "Mejor acción/aventura", pero no ganó en ninguna categoría.
En los premios de 2020, por parte de la Academia Nacional de Revisores Comerciales de Videojuegos (NAVGTR), el juego fue nominado a "Dirección de arte sobresaliente, Fantasía", "Diseño de juego sobresaliente, Franquicia", "Puntaje de mezcla de luces original sobresaliente, Franquicia", y las categorías "Diseño de control sobresaliente, 2D o 3D limitado", y esta vez, el juego ganó en todas las categorías para las que fue nominado, además de "Diseño de juego sobresaliente, Franquicia". El juego recibió 5 nominaciones en la 24.ª entrega anual de los premios D.I.C.E en "Juego de aventuras del año", "Logro destacado en diseño de audio", "Logro destacado en composición de música original", "Logro destacado en dirección artística" y "Logro destacado en las categorías de Animación". En la edición de 2021 de los SXSW Gaming Awards, el juego fue nominado para las categorías "Videojuego del año", "Excelencia en animación, arte y logros visuales", "Excelencia en diseño de juegos" y "Excelencia en puntaje".

## Sitios externos
- Sitio web oficial
- Sitio web oficial de Xbox para el juego

- Datos: Q30325568